# Napomyza drakensbergensis
Napomyza drakensbergensis är en tvåvingeart som beskrevs av Spencer 1963. Napomyza drakensbergensis ingår i släktet Napomyza och familjen minerarflugor. Inga underarter finns listade i Catalogue of Life.